# Federico Gino
Federico Gino, vollständiger Name Federico Gino Acevedo Fagúndez, (* 26. Februar 1993 in Uruguaiana) ist ein uruguayischer Fußballspieler.

## Karriere

### Verein
Der 1,73 Meter große Mittelfeldakteur Gino spielt für Defensor Sporting. 2012 bestritt er fünf Begegnungen in der Copa Libertadores Sub-20. In der Spielzeit 2013/14 lief er in 17 Partien der Primera División auf und wurde fünfmal in der Copa Libertadores 2014 eingesetzt, bei der seine Mannschaft erst im Halbfinale scheiterte. In der Saison 2014/15 wurde er in 23 Erstligaspielen (ein Tor) eingesetzt. Anfang August 2015 wurde er sodann bis Jahresende an den italienischen Klub Carpi FC verliehen. Dort kam er jedoch in der Serie A nicht zum Einsatz und gehörte lediglich zehnmal dem Spieltagskader an. Sein einziges Pflichtspiel (kein Tor) für die Italiener bestritt er am 3. Dezember 2015 in der Coppa Italia gegen Vicenza Calcio. Zum Jahresanfang 2016 kehrte er zu Defensor nach Montevideo zurück. Am 29. Januar 2016 verpflichtete ihn der brasilianische Klub Cruzeiro Belo Horizonte für zunächst 18 Monate mit einer Verlängerungsoption für drei weitere Spielzeiten. Bei den Brasilianern kam er in neun Ligaspielen (Serie A: 4 Spiele / 0 Tore; Mineiro I: 4/0, Primeria Liga: 1/0) und zwei Partien der Copa do Brasil zum Einsatz. Anfang März 2017 schloss er sich dem Santa Cruz FC an. Noch im selben Jahr ging er nach Uruguay zu den All Boys und 2018 zum Club Atlético Aldosivi. Ab Januar 2021 spielte Gino in Mexiko bei Atlético San Luis und ab Juli wieder für Aldosivi. Im Juli 2022 wechselte der Spieler zum Ligakonkurrenten Club Atlético Platense. Noch im Dezember des Jahres ging er nach Griechenland zu PAS Ioannina.

### Nationalmannschaft
Gino debütierte am 5. September 2012 unter Trainer Juan Verzeri im Freundschaftsländerspiel gegen Paraguay in der uruguayischen U-20-Nationalmannschaft. Er gehörte dem Aufgebot der uruguayischen U-20-Auswahl bei der U-20-Weltmeisterschaft 2013 in der Türkei an, bei der Uruguay Vize-Weltmeister wurde. Im Turnier lief er in sieben Begegnungen auf und traf einmal ins gegnerische Tor. Bislang (Stand: 5. Juli 2013) absolvierte er 15 Länderspiele in dieser Altersklasse und erzielte dabei einen Treffer.
Am 19. Mai 2015 wurde er von Trainer Fabián Coito für den vorläufigen Kader der U-22 nominiert, die im Juli 2015 bei den Panamerikanischen Spielen 2015 in Toronto antreten wird.

## Erfolge
- U-20-Vize-Weltmeister 2013